# Kamala Khan
Kamala Khan est un personnage de fiction, une super-héroïne de l'univers Marvel de la maison d'édition américaine Marvel Comics. Créé par les éditeurs Sana Amanat et Stephen Wacker, la  scénariste G. Willow Wilson et le dessinateur Adrian Alphona, le personnage apparaît pour la première fois dans le comic book Captain Marvel Vol. 7 no 14 d'août 2013, et obtient son premier comics en solo en 2014, intitulé Ms. Marvel. Elle est la cinquième héroïne à prendre le nom de code de Miss Marvel.
La première apparition de Miss Marvel incarnée par une actrice a lieu dans la série Ms. Marvel (2022), où Kamala Khan est interprétée par l'actrice Iman Vellani. L'actrice reprend ce rôle dans le film The Marvels (2023).

## Historique de la publication

### Création et identité du personnage
L’idée de la création du personnage vient à l’origine d’une discussion entre Stephen Wacker et Sana Amanat en 2012. Cette dernière a d’ailleurs un lien personnel avec le personnage. En effet certaines de ses anecdotes personnelles ont été retranscrites dans les comics. L’équipe créative voulait créer un personnage auquel chacun pouvait s’identifier. De plus, l’histoire du personnage devait avoir pour thème principal l’identité. Kamala a été construite grâce aux points de vue de nombreuses personnes. Amanat précise que la famille de Kamala n’a subi aucune tragédie car personne n’avait besoin d’être sacrifié et que sa famille est une grande partie de son identité.
L’identité de Kamala est également liée à sa ville natale Jersey City. Le choix a été évident car Wilson et Amanat sont toutes les deux originaires de cette ville. Celle-ci était parfaite car elle était à la fois proche et éloignée de New York.
Les pouvoirs de Kamala permettent également de la définir. Wilson estime que leur création a été la partie la plus difficile du processus créatif. Dès le début, elle ne voulait pas que Kamala ait de jolis pouvoirs, mais plutôt quelque chose d’étrange et d’amusant à regarder. Toujours selon Wilson, l’adolescence est la période où les parties du corps changent et avoir des pouvoirs permettant à Kamala de changer son corps offre une possibilité d’histoire à plusieurs niveaux de lecture.
Les aventures de Kamala l’obligent à concilier plusieurs activités entre le lycée, les amis, la famille et les Avengers, ce qui permet aux jeunes lecteurs multipliant les activités de s’identifier à elle.
Wilson explique que Kamala n’a pas d’ennemi juré car elle voulait que Kamala soit son propre ennemi au même titre que les jeunes adultes dans la vie réelle.
Après la sortie de la série Disney+, Amanat révèle que Kamala devait être une mutante et non une inhumaine à l'origine.

### Ms. Marvel(3esérie) (2014-2015)
Le premier numéro de la série est publié en avril 2014, et le dernier en décembre 2015,. Elle avait une publication mensuelle. La série éditée par Marvel compte en tout 19 numéros. Il s'agit de la troisième série intitulé Ms. Marvel et la première ayant Kamala Khan en personnage principal - les deux premières concernaient Carol Danvers.
La série est écrite par G. Willow Wilson, une écrivaine musulmane, et est dessinée principalement par Adrian Alphona qui réalise également l'encrage. Ian Herring était chargé de la couleur et Joe Caramagna du lettrage.
La série s'inscrit à ses débuts dans l'évènement de relaunch  All-New Marvel NOW! qui relance beaucoup de séries Marvel après les évènements d'Infinity.

#### Dessinateurs/encreurs de la série
- Adrian Alphona, nos  1-5,8-11,16-19,
- Jake Wyatt, nos 6-7,
- Elmo Bondoc, no 12,
- Takeshi Miyazawa, nos 13-15.

### Ms. Marvel(4esérie) (2016-2019)
La série démarre avec son premier numéro publié en janvier 2016 et s'achève en avril 2019 après 38 numéros et une publication mensuelle.
Cette deuxième série centrée sur Kamala Khan repart avec encore G. Willow Wilson au scénario, Ian Herring à la couleur. Joe Caramagna est encore le lettreur de la série, à l'exception du no 20 qui est lettré par Travis Lanham. Le no  38 a la particularité d'avoir 5 auteurs différents dont G. Willow Wilson. Ceux-ci sont : Devin Grayson, Eve Ewing, Jim Zub et Saladin Ahmed.
La série reprend après les évènements de Secret Wars dans l'évènement éditorial All-New All-Different. Celui-ci prendra fin au no 12 de la série et est suivie par Marvel Now! 2.0 jusqu'au no 24 avant de rentrer dans l'ère Marvel Legacy, un autre évènement de relaunch, jusqu'à la fin de la série.

#### Dessinateurs/encreurs de la série
- Adrian Alphona, nos 1, 7-11,
- Takeshi Miyazawa, nos 1-3, 8-11, 14-17, 25, 38.
- Nico Leon, nos 4-6, 26-38,
- Mirka Adolfo, nos 12-13,
- Francesco Gaston, no 18,
- Marco Failla, nos 19-22,
- Diego Olortegui, nos 23-24,
- Gustavo Duarte, no 31,
- Robert Quinn, no 31,
- Elmo Bondoc, no 31,
- Joey Vazquez, no 38,
- Kevin Libranda, no 38,
- Minkyu Jung, no 38,
- Ian Herring, no 38.

### Magnificent Ms. Marvel(2019-2021)

Logo de la série Magnificent Ms. Marvel

Magnificent Ms. Marvel est la troisième série centrée sur Kamala Khan. Le premier numéro sort en mai 2019 lors du nouveau relaunch de Marvel : le Fresh Start. La série se termine avec la sortie du dix-huitième numéro en avril 2021. La publication était mensuelle.
C'est une nouvelle équipe artistique qui prend les rênes de cette nouvelle série avec Saladin Ahmed en tant qu'auteur et Minkyu Jung en tant que dessinateur principal. Ils sont également accompagnés par Juan Vlasco en tant qu'encreur principal et de Joe Caramagna en tant que lettreur.
La série a en plus bénéficié de la sortie d'un numéro Ms. Marvel Annual sorti en septembre 2019.

#### Dessinateurs de la série
- Minkyu Jung, nos 1-6, 9-18,
- Joey Vazquez, nos 7-8.

#### Encreurs de la série
- Juan Vlasco, nos 1-6, 9-15
- Joey Vazquez, nos 7-8.
- Minkyu Jung, nos 5-6, 16-18,

### Marvel Team-up(4esérie) (2019)
Cette série est publiée de juin à novembre 2019 en parallèle de Magnificent Ms. Marvel et elle compte six numéros. L'ensemble de la série a pour coloriste Felipe Sobreiro et Clayton Cowles comme lettreur.
Les séries Marvel Team-up racontent pour quelques numéros une collaboration entre deux super-héros de l'univers Marvel. Les trois premiers numéros présentent une collaboration entre Spider-man et Ms. Marvel. Les trois derniers numéros eux se concentrent sur une aventure de Ms. Marvel et de Captain Marvel.

#### Auteurs de la série
- Eve Ewing, nos 1-3,
- Clint McElroy, nos 4-6.

#### Dessinateurs/encreurs de la série
- Joey Vasquez, nos 1-3,
- Moy R., no 3,
- Ig Guara, no  4-6.

### Ms. Marvel: Beyond the Limit(2022)
La quatrième série où Kamala Khan est l'héroïne principale débute en février 2022 et s'achève en juin 2022. La publication de la série est mensuelle. C'est Samira Ahmed qui devient l'auteure de la série, et elle est accompagnée d'Andrés Genolet à l'encrage et au dessin. L'équipe artistique est complétée par Tríona Tree Farrell en tant que coloriste et de Joe Caramagna au lettrage. Zé Carlos accompagne Andrés Genolet pour le numéro 5. Ms. Marvel: Beyond the Limit compte 5 numéros.

### Dark Web: Ms. Marvel(2022)
Ms. Marvel a le droit a deux épisodes centrés sur elle lors de l'évènement Dark Web (Marvel Comics) (en). La série est écrite par Sabir Pirzada et illustrée par Francesco Mortarino.

## Biographie du personnage
Kamala est un prénom qui vient de l'arabe kamal selon Yusuf Khan et qui signifie "perfection".
La première série consacrée à Kamala Khan s'intéresse à la présentation de Kamala Khan et de sa vie. Elle évoque notamment l'acquisition de ses pouvoirs ainsi que l'apprentissage pour les maitriser.
Kamala Khan est une adolescente de seize ans qui vit à Jersey City dans le New Jersey avec ses parents et son frère. Ses parents sont pakistanais, mais Kamala a grandi aux États-Unis. Sa famille est de confession musulmane. Kamala étudie au lycée Coles où elle a deux amis : Nakia et Bruno. Elle est un peu jalouse de Zoé, la « blonde » de sa classe. Kamala admire Carol Danvers, qu'on appelle aussi Miss / Captain Marvel.
Kamala fugue de chez elle pour aller à une fête à laquelle sa mère lui a interdit d'aller. Quand elle retourne chez elle, une espèce de brume apparait et engloutit Jersey City. Kamala s'évanouit, et se réveille avec Miss Marvel, Captain America et Iron Man devant elle. Elle leur parle de son souhait d'être plus libre, et de devenir comme Carol Danvers. Elle s'évanouit une seconde fois et se réveille piégée dans un cocon. Elle l'ouvre et se rend compte qu'elle s'est transformée en Carol Danvers. En marchant, inquiète et mal en point, elle voit Zoé et Josh, ce dernier est ivre. Josh et Zoé marche au bord d'une rivière, et, devant Kamala, Zoé tombe dans l'eau. Kamala, changée en Carol, s'élance pour la rattraper. Elle arrive à agrandir sa main et à sortir Zoé de l'eau.
Vick, le frère de Bruno, parle souvent de l'Inventeur, ce qui inquiète son frère. Lui et Kamala décident de mener l'enquête. Ils vont dans une maison de Greenville où Vick traîne souvent. Kamala entre et y rencontre Doyle, un adolescent possesseur de robots. Kamala perd le combat. Elle décide d'y retourner. Avec l'aide de Bruno, elle s'entraine pour devenir la nouvelle Miss Marvel. Elle décide de se battre contre l'Inventeur.
Ce sont les évènements des Secret Wars avec l'effondrement du multivers qui mettent fin à cette série.

## Pouvoirs, capacités et équipements
Kamala Khan peut, principalement, changer la taille et la longueur de son corps et de ses membres ou d'une partie seulement selon sa volonté, comme Red Richards alias Mr Fantastique. Elle peut également prendre l'apparence de quelqu'un d'autre bien qu'elle utilise cette capacité moins fréquemment. Elle possède également un pouvoir d'auto-guérison, bien qu'il ne soit utilisable que si elle n'utilise pas ses capacités de métamorphe. Kamala est aussi très intelligente et sait faire face à divers problèmes de cette manière lorsque la situation l'oblige.
Kamala Khan possède un costume qu'elle a elle même fait à partir de son burkini bleu auquel elle a ajouté un T-shirt à manche longue rouge, un collant rouge des bottes bleues. Le costume possède également des références à ceux de Carol Danvers lorsqu'elle portait le nom de Ms. Marvel. Ainsi elle a également une écharpe rouge, un masque et le S doré. Son ami Bruno va réussir à rendre son costume plus facilement déformable grâce à un polymère de sa création : la super morve (super snot en V.O.).

### Dans la série télévisée
Dans l'adaptation en série télévisée diffusée en 2022, les pouvoirs de Kamala Khan sont assez différents. C'est un bracelet qui lui permet d'utiliser des pouvoirs qu'elle tient d'une arrière grand-mère non-humaine. Ces pouvoirs consistent en une capacité à manipuler une sorte de "lumière solide" violette, un peu à la manière de Green Lantern.
Par la suite, il est révélé que ses pouvoirs proviennent d’une mutation, préfigurant l’arrivée des X-Men dans l’Univers Cinématographique Marvel.

## Analyse du personnage

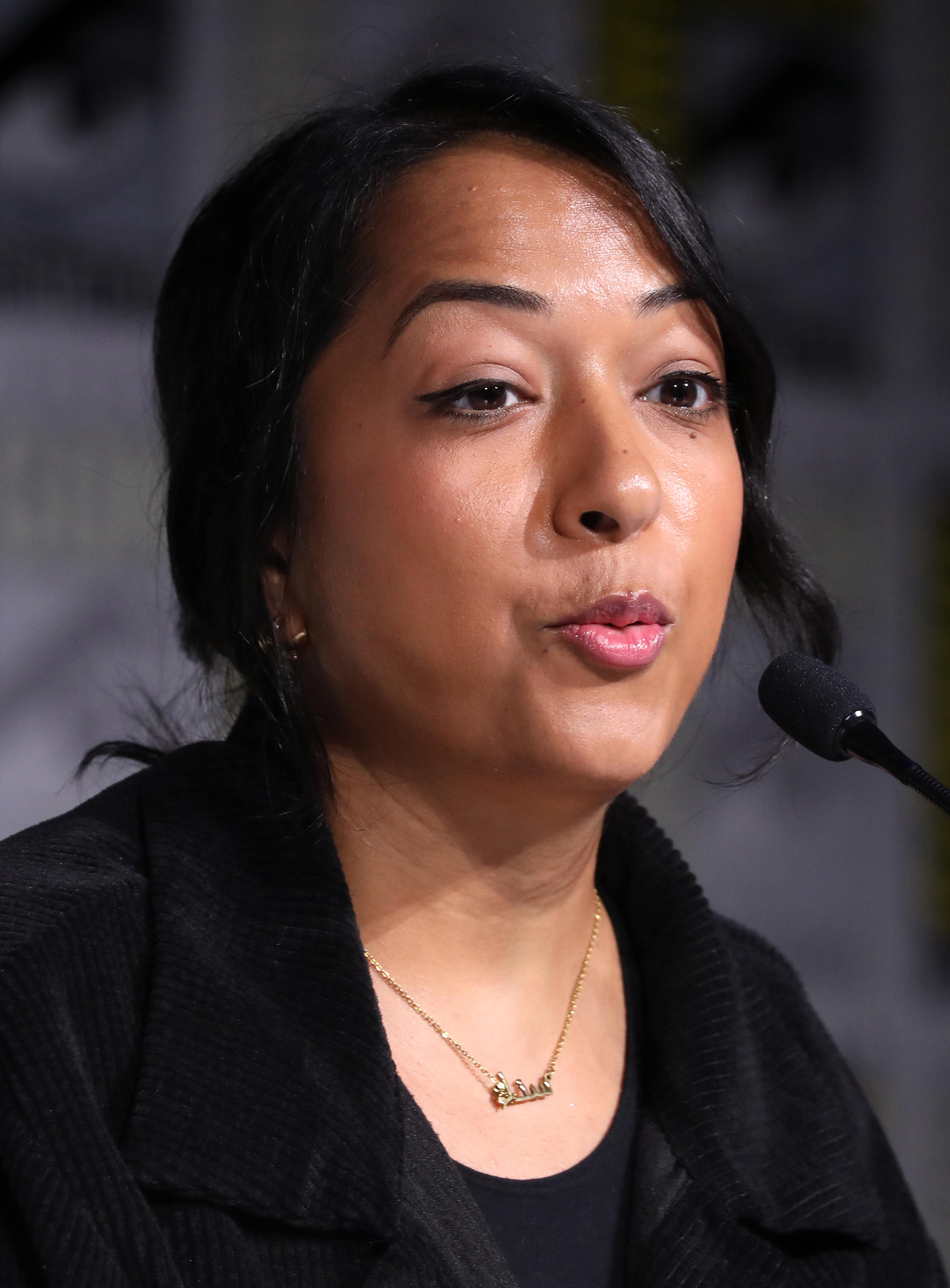
Sana Amanat, lors du Comic-Con International de San Diego 2023

L'éditrice Marvel, Sana Amanat, qui est à l'origine de cette nouvelle héroïne, décrit l'environnement familial de cette manière :

« Son frère est très conservateur, sa mère est parano à l'idée qu'elle puisse toucher un garçon et tomber enceinte et son père veut qu'elle se concentre sur ses études pour devenir médecin. »

  Dans ce contexte, la jeune fille essaye d'affirmer son identité lorsqu'elle prend conscience de ses pouvoirs et de la responsabilité que cela implique (son évolution est assez similaire, en comparaison, à celle de Peter Parker alias Spiderman à ses débuts).
Sana Amanat s'est inspirée de sa propre enfance en tant qu'américaine de religion musulmane. La scénariste G. Willow Wilson, convertie à l'Islam, a ensuite développé le personnage de Kamala Khan,.
Kamala Khan est un des rares personnages de comics musulman à être représenté et de manière positive, avec Dust et M (toutes trois des personnages féminins, mais seul Kamala Khan est inhumaine tandis que les deux autres sont des mutantes).

## Entourage

### Proches
- Bruno Carelli : Ami d’enfance de Kamala, il est le premier à découvrir sa super-identité et l’aide de manière logistique durant les premières aventures.
- Nakia Bahadir : Amie proche de Kamala, elle est d’origine turque et fréquente la même mosquée que les Khan. Kamala la surnomme parfois « Kiki » bien que Nakia n’aime pas ce surnom. Nakia porte le voile par choix, ce qui ne plait pas à son père.
- Zoé Zimmer : Elève dans le même lycée que Kamala, elle sort avec Josh et n’est pas trop appréciée par les amis de Kamala. Celle-ci la trouve pourtant gentille malgré certains propos racistes à son égard.
- Josh Richardson : Elève dans le même lycée que Kamala, il sort avec Zoé au début des aventures de Kamala.
- Yusuf Khan : Appelé abu (père en ourdou) par ses enfants, il est banquier, et est très protecteur avec sa fille. C’est lui qui a poussé sa famille à immigrer aux Etats-Unis.
- Muneeba Khan : Appelée ammi (mère en ourdou) par ses enfants, elle est mère au foyer.
- Aamir Khan : Il est le grand frère de Kamala et est très portée sur la religion, au point d’agacer ses parents.

### Ennemis
- L'inventeur (The Inventor en V.O.)

## Apparitions dans les comics

### Comics V.F.

#### Panini Comics

##### Collection 100% Marvel
| Titre                                                    | Episodes V.O. contenus                                                  | Date de publication | ISBN              |
| -------------------------------------------------------- | ----------------------------------------------------------------------- | ------------------- | ----------------- |
| Ms. Marvel Tome 1 : Métamorphose                         | Ms. Marvel vol. 3 nos 1-5, un extrait d'All-New Marvel Now! Point One 1 | 4 février 2015      | 978-2-8094-4763-7 |
| Ms. Marvel Tome 2 : Génération Y                         | Ms. Marvel vol. 3 nos 6-11                                              | 16 septembre 2015   | 978-2-8094-5030-9 |
| Ms. Marvel Tome 3 : Coup de foudre                       | Ms. Marvel vol. 3 nos 12-19                                             | 6 avril 2016        | 978-2-8094-5459-8 |
| Ms. Marvel Tome 4 : Super célèbre                        | Ms. Marvel vol. 4 nos 1-6                                               | 7 septembre 2016    | 978-2-8094-5767-4 |
| Ms. Marvel Tome 5 : Guerre civile                        | Ms. Marvel vol. 4 nos 7-12                                              | 5 avril 2017        | 978-2-8094-6277-7 |
| Ms. Marvel Tome 6 : Dégâts par seconde                   | Ms. Marvel vol. 4 nos 13-18                                             | 8 novembre 2017     | 978-2-8094-6690-4 |
| Ms. Marvel Tome 7 : La Mecque                            | Ms. Marvel vol. 4 nos 19-24                                             | 28 février 2018     | 978-2-8094-6952-3 |
| Ms. Marvel Tome 8 : Génération perdue                    | Ms. Marvel vol. 4 nos 25-30                                             | 14 novembre 2018    | 978-2-8094-7411-4 |
| Ms. Marvel Tome 9 : Le ratio                             | Ms. Marvel vol. 4 nos 31-38                                             | 9 mai 2019          | 978-2-8094-7728-3 |
| Magnificent Ms. Marvel Tome 1 : La fabuleuse Miss Marvel | Magnificent Ms. Marvel nos 1-6                                          | 27 novembre 2019    | 978-2-8094-7912-6 |
| Ms. Marvel : Team-Up                                     | Marvel Team-Up vol. 4 nos 1-6                                           | 11 mars 2020        | 978-2-8094-8648-3 |
| Magnificent Ms. Marvel Tome 2 : Stormranger              | Magnificent Ms. Marvel nos 7-12                                         | 12 août 2020        | 978-2-8094-8802-9 |
| Magnificent Ms. Marvel Tome 3 : Hors la loi              | Magnificent Ms. Marvel nos 13-19, Outlawed no 1                         | 23 juin 2021        | 978-2-8094-9174-6 |
| Ms. Marvel : Beyond The Limit                            | Ms. Marvel: Beyond The Limit nos 1-5                                    | 7 septembre 2022    | 979-10-391-1025-9 |

##### Collection Must-Have
| Titre                                        | Episodes V.O. contenus                                                  | Date de publication | ISBN              |
| -------------------------------------------- | ----------------------------------------------------------------------- | ------------------- | ----------------- |
| Ms. Marvel Tome 1 : Métamorphose - Must-Have | Ms. Marvel vol. 3 nos 1-5, un extrait d'All-New Marvel Now! Point One 1 | 2 septembre 2020    | 978-2-8094-9049-7 |

##### Collection Marvel Next Gen
| Titre                             | Episodes V.O. contenus                                                                    | Date de publication | ISBN              |
| --------------------------------- | ----------------------------------------------------------------------------------------- | ------------------- | ----------------- |
| Ms. Marvel Tome 1 : Kamala Khan   | Ms. Marvel vol. 3 nos 1-11, un extrait d'All-New Marvel Now! Point One 1                  | 12 janvier 2022     | 979-10-391-0196-7 |
| Ms. Marvel : Hors contrôle        | Ms. Marvel: Stretched Thin                                                                | 12 janvier 2022     | 979-10-391-0165-3 |
| Ms. Marvel Tome 2 : Metamorphosis | Ms. Marvel vol. 3 nos 12-19, S.H.I.E.L.D. vol. 3 no 2, Amazing Spider-Man Vol. 3 nos 7-8. | 15 juin 2022        | 979-10-391-0545-3 |

##### Collection Marvel-Verse
| Titre                   | Episodes V.O. contenus                                                            | Date de publication | ISBN           |
| ----------------------- | --------------------------------------------------------------------------------- | ------------------- | -------------- |
| Marvel-Verse: Ms Marvel | Free Comic Boook Day 2015 Avengers no 1, Ms. Marvel vol. 4 nos 12-13, 25, 31, 38. | 12 janvier 2022     | 979-1039101950 |

## Adaptations dans d'autres médias

### Films
Interprétée par Iman Vellani dans l'univers cinématographique Marvel
- 2023 : The Marvels réalisé par Nia DaCosta

### Télévision
- 2016 : Avengers Rassemblement (série d'animation)
- 2017 : Marvel's Spider-Man (série d'animation)
- 2018 : Marvel Rising (série d'animation)
- 2021 : Spidey et ses amis extraordinaires (Spidey and His Amazing Friends) (série d'animation)

Interprétée par Iman Vellani dans l'univers cinématographique Marvel
- 2022 : Ms. Marvel

### Jeux vidéo
- 2015 : Marvel Puzzle Quest[21]
- 2016 : Lego Marvel's Avengers
- 2020 : Marvel's Avengers